# Chartreuse de Bois-Saint-Martin
Ne doit pas être confondu avec Abbaye Saint-Martin de Tournai.
Pour les articles homonymes, voir Saint-Martin.
La chartreuse de Bois-Saint-Martin, (en néerlandais : Sint-Martens-Bos, en latin : Domus Silvae Sancti Martini) était un monastère de l'ordre des Chartreux fondé en 1328 à Lierde-Saint-Martin, près de Grammont (Flandre Orientale, Belgique).
La maison a connu une grande prospérité durant les XIVe et XVe siècles. En 1578, les Gueux ont endommagé gravement le monastère, qui fut reconstruit. En 1690, la chartreuse fut pillée par l'armée française de Louis XIV, mais restaurée et développée encore. Elle fut cependant définitivement fermée en 1783, vendue en grande partie par lot et démolie. L'église, devenue paroissiale, et quelques éléments d'architecture subsistent. Ils sont classés dans la liste des monuments historiques de Lierde.

## Histoire
La chartreuse est fondée en 1328 sur le domaine Ten Bossche à Lierde-Saint-Martin, donation de Jean (II) Ghellinck (†1333), conseiller du comte de Flandres. Elle est reconnue par les autorités ecclésiastiques en 1330.  L’abbé de l’abbaye Saint-Martin approuve la fondation le 1er mai 1330. Dès le début, le monastère jouit de l’aide de plusieurs bienfaiteurs importants. Les premiers moines viennent des maisons de Saint-Omer, Valenciennes, Hérinnes et Bruges. On commence très rapidement la construction qui peut être considérée comme terminée en 1352 avec la consécration de l’église le 22 juillet de cette année.
Pendant la période du Grand Schisme, le Bois-Saint-Martin est du côté des Clémentistes, mais de 1391 à 1410, il adhère aux Urbanistes, fidèle au pape de Rome, dont la maison-mère est à Seitz.
La maison connait une grande prospérité durant les XIVe et XVe siècles. 
En 1578, les Gueux endommagent gravement la maison. En 1597, le chapitre général l’abolit et la chartreuse de Louvain administre ses biens. Mais l’année suivante, le chapitre général revient sur sa décision et permet que l’on reprenne la vie conventuelle. Vers 1616, on compte dix moines et cinq frères. Entre 1609 et 1625, plusieurs nouveaux bâtiments sont construits. 
En 1690, la chartreuse est pillée par l’armée française de Louis XIV, mais grâce à des dons importants, on peut restaurer l'église du monastère en 1722, finir l'église avec la sacristie en 1729-1730 ; construire plusieurs autres nouveaux bâtiments monastiques, dont un bâtiment à deux cellules, pour le prieur et le procureur, un réfectoire pour les pères, un réfectoire pour les frères, une cuisine, une bibliothèque assez grande, un site d'archives. 
Des réparations et travaux de reconstruction sont faits en 1741-1743. Le prieur Alexander de Travers (1762-1770) enrichit et renouvelle encore le complexe du monastère, basé sur des plans de 1769 de l'architecte gantois Jean-Baptiste Simoens et sous sa direction à partir de 1770 : brasserie, conciergerie, porte du monastère, maison des hôtes; ces travaux sont terminés en 1772-1773. 
La maison est finalement supprimée en 1783 par l'empereur Joseph II. Plus tard, une grande partie du monastère est vendue par lots et démolie, comme le grand bâtiment du monastère avec ses cellules séparées. 
Les bénédictins de Saint-Martin de Tournai achètent l’église qui devient église paroissiale Saint-Martin de Lierde-Saint-Martin (nl) à partir de 1801. 
L'église, le portail du XVIIIe siècle, la maison du prieur,, l'ancien bâtiment monastique,, le réfectoire rénové, la grange, et les murs du monastère des Chartreux sont préservés.

## Prieurs
Le prieur est le supérieur d'une chartreuse, élu par ses comprofès ou désigné par les supérieurs majeurs.
D'après Gaublomme et De Grauwe:
- 1328-1332 : Joannes van Bollezelle
- 1332-1338 : Joannes van Bouchaute
- 1338-1347 : inconnus
- 1347-1350 : Simon
- 1351-1362 : Joannes
- 1363-? : Theodoricus Buck
- 1364-1377 : inconnus
- 1377 : Joannes Dottel
- 1377-1378 : Joannes vander Stoct
- 1379-1381 : Jacobus van Liedekerke
- 1381-1384 : inconnus
- 1384-? : Jacobus van Hondschote
- 1386-1388 : Bartholomeus de Schole
- 1388 : Petrus van Pruschen
- 1388-1391 : inconnus, 1388-1391.
- 1391-1396 : Liévin van Couckelaer, profès du Bois, prieur de Tournai
- 1396-1410 :Joannes de Zas, 1396-1410
- 1410-1417 : Evrard van Huyssen
- 1417-1418 : Godesclacus de Seron
- 1418-1421 : Goswin van der Beke ou de Beka, Goswinus Becanus (1360/1370-†1429), théologien, profès de Bois-Saint-Martin, prieur à Gand (1417-1418), à Tournai (1418-1419), en même temps que visiteur de la province de Picardie-Sud, puis prieur de Bois-Saint-Martin (1419-1423), et à Dijon (1423-1429)[11].
- 1421-1427 : Gerardus van Schiedam
- 1427-1434 : Evrard van Huyssen
- 1434-1442 : Gerardus van Schiedam
- 1442-1444 : Tilman de Daventria
- 1444-1449 : Arnold Cupers
- 1449-1473 : Jan van den Hecke
- 1473-1497 : Petrus Blanckaert
- 1497-1498 : Ludovicus Overlink
- 1498-1499 : Petrus de Winter
- 1499-1505 : Ludovicus Overlink
- 1506-1531 : Michel Dierickx, profès du Bois
- 1533-1544 : Gulielmus Vogels
- 1544-1550 : Nicolaus de Bruyere
- 1550-1557 : Laurentius Wittebroot
- 1557-1567 : Tristand Serloitus
- 1567-1569 : Quintin Buydens, déposé par le chapitre général
- 1569-1572 : Joannes de Leydis
- 1572-1574 : Quintinus Buydens
- 1574-1584 : Hercules van Winckele
- 1584-1604 : Egidius vanden Houte
- 1604-1608 : Joannes Nanningius
- 1608-1609 : Jacobus Denys
- ?-1630 : Henri van Breuseghem (†1658), prieur d'Anvers (1630-1633), prieur de Lierre en 1633.
- 1630-1635 : Jean Richard (1584-†1655), prieur d'Anvers, de Zelem (1635-1638).
- 1659-1662 : Hugues Gaethoffs (†1695), prieur à Lierre (1662-1666) à Anvers (1666-1669), à Zelem (1672-1679) et à Bruxelles (1679-1695).
- 1709-1738 : Bruno Van Damme
- 1758-1761 : Martin Melaerts
- 1762-1770 : Alexander de Travers
- 1770-1780 : Joannes van Bever
- 1780-1783 : Nicolaus Waefelaerts